# Ломами
Ломами је 1.450 km дуга ријека у Демократској Републици Конго, лијева притока ријеке Конго.
Извире на југу ДР Конго у провинцији Катанга. Од свог извора, сјеверно од превоја Лунда и западно од мјеста Камина, Ломами тече претежно у правцу сјевера. Послије Опале и Изангија (Isangi) улива се у Конго.
У доњем току је пловна.